# Белданы
Белда́ны (пол. Bełdany) — озеро в Польше, образовано последним оледенением.
Площадь водной поверхности — 9,44 км², длина — 12,5 км, ширина — 2,4 км (минимальная — около 200 м), средняя глубина — около 10 м, максимальная — 46 м. Озеро расположено в Мазурском поозёрье, вытекающая река — Крутыня, приток Писы. Площадь зеркала озера постоянно уменьшается, ещё в 1950-е гг она была около 12 км². Также в Белданах активно происходит процесс эвтрофикации.
На озере расположено 8 островов, общей площадью 3,3 га. Литораль занимает около четверти поверхности озера. В водах обитают судак, щука, окунь, угорь, лещ, плотва.
Озеро Белданы — один из центров туризма в Поозёрье, на берегах расположены пансионаты и центры отдыха.